# Chiesa di San Giorgio (Bonnanaro)
La chiesa di San Giorgio è un edificio religioso situato a Bonnanaro, centro abitato della Sardegna nord-occidentale. Consacrata al culto cattolico è sede dell'omonima parrocchia e fa parte dell'arcidiocesi di Sassari.
Databile intorno alla prima metà del XVI secolo, si presenta con un'aula mononavata, voltata a botte, sulla quale si affacciano tre cappelle per lato.  Custodisce al proprio interno un olio su tela del 1742 a firma del pittore Carlo Calzi, intitolato Madonna col bambino, san Basilio Magno e sant'Antonio.